# Christopher Dunne
Pour les articles homonymes, voir Dunne.
Christopher Dunne est un acteur, réalisateur et scénariste britannique.

## Filmographie

### comme acteur
- 1983 : The Nation's Health (série télévisée) : Patient - Alan
- 1984 : Minder (série télévisée) : Irish Fiddler
- 1986 : Eat the Peach : Local
- 1987 : Sorry! (série télévisée) : Workman
- 1987 : Bergerac (série télévisée) : Vicar
- 1989 : The Bill (série télévisée) : Fergus Walsh
- 1989 : Anything More Would Be Greedy (feuilleton TV) : Reporter
- 1990 : Shoot to Kill (téléfilm) : E4a 1
- 1997 : Wired : Terrorist
- 1998 : Colour Blind (feuilleton TV) : Father bailey
- 1999 : Digging Holes : Pat
- 1999 : Le Phare de l'angoisse (Lighthouse) : Chief Prison Officer O'Neil
- 2002 : 28 jours plus tard (28 Days Later...) : Jim's Father
- 2003 : Conspiracy of Silence : Fr. Martin Hennessy
- 2004 : Dutch Bird : Dermot O'Shea
- 2005 : The Notebooks of Cornelius Crow (vidéo) : Cornelius Crow
- 2005 : Crooked Features : William Barclays
- 2006 : Irish Jam : Michael O'Malley
- 2008 : Dark Rage : Ned
- 2008 : The Mutant Chronicles : Medic
- 2008 : Folie à deux : Ogilvy

### comme réalisateur
- 1999 : Titus Andronicus

### comme scénariste
- 1999 : Titus Andronicus